# Trznadel Jankowskiego
Trznadel Jankowskiego (Emberiza jankowskii)  – gatunek małego ptaka z rodziny trznadli (Emberizidae), nazwany od imienia polskiego pioniera rosyjskiego Dalekiego Wschodu, przyrodnika Michała Jankowskiego. Monotypowy, zagrożony wyginięciem.

## Morfologia
Długość 16 cm; masa ciała około 20 g.

## Występowanie
Występuje w północno-wschodnich Chinach, w północno-wschodnim krańcu Korei Północnej (możliwe, że tamtejsza populacja wymarła), uznany za wymarły w Rosji.

## Status
IUCN od 2010 uznaje trznadla Jankowskiego za gatunek zagrożony (EN, Endangered); wcześniej, od 1994 klasyfikowano go jako gatunek narażony (VU, Vulnerable), a od 1988 jako gatunek bliski zagrożenia (NT, Near Threatened). Liczebność populacji szacuje się na 250–999 dorosłych osobników, a jej trend uznaje się za spadkowy. Głównym zagrożeniem jest przekształcenie jego siedlisk na grunty rolne i pastwiska, zwłaszcza w Chinach, być może także leśnictwo.